# Chille
Chille é uma comuna francesa na região administrativa de Borgonha-Franco-Condado, no departamento de Jura. Estende-se por uma área de 1,96 km². Em 2010 a comuna tinha 315 habitantes (densidade: 160,7 hab./km²).